# 式部站
式部站（日语：／ Shikibu eki */?）是位於福井縣越前市畷町的一座建設中的鐵路車站，停靠路線為福井幸福鐵道Hapi-line Fukui線。車站名稱取自附近的紫式部公園。

## 概要
車站預定建設在王子保站和武生站的中間位置（距離武生站1.7公里），鄰接福井縣立武生商工高等學校（該校正在一校區化），目標在2025年（令和7年）春啟用。新站的建設費用由幹線鐵道等活性化事業費補貼（組成規劃項目），以第三部門鐵路福井幸福鐵道為主體，透過國家（經鐵道、運輸機構）和地方公共團體的補貼來提供資金建設車站。

## 歷史
- 2023年（令和5年）12月27日 - 越前市要求福井幸福鐵道把新站名定為「式部站」[5]。
- 2024年（令和6年）2月8日 - 決定站名。
- 2026年（令和8年）3月 - 車站預定啟用[6][7][8]。

## 車站構造
此站是地面車站，設有2面2線的相對式月台，月台長85米，可容納4卡車廂。站內設有平交道。東西兩邊設有無人檢票口。另外，市會在車站西口設置單車停泊場和巴士站。

## 使用狀況
綜合規劃報告預計，新站1日將會有約570人使用。

## 相鄰車站
Hapi-line Fukui
■Hapi-line Fukui線
王子保－式部－武生

## 注腳
1. 1 2 3   (新闻稿). NHK 福井 NEWS WEB. 2024-02-08  [2024-02-09]. （原始内容存档于2024-04-30） （日语）.
2. 1 2  ハピラインふくい最初の新駅「最短」で準備中…ただの駅じゃない、誕生を心待ちにする住民たちの思いとは （页面存档备份，存于）（日語） 福井新聞、2024年2月9日
3. 1 2   (PDF) (新闻稿). 越前市. 2023-07-31  [2024-02-24]. 原始内容存档于2024-02-24 （日语）.
4. ↑  . 鉄道建設・運輸施設整備支援機構: 30. 2023  [2023-12-23]. （原始内容存档于2021-04-20） （日语）.
5. ↑  . 中日新聞Web 福井地區新聞. 2023-12-28  [2024-01-26] （日语）.
6. ↑  . 日本経済新聞社. 2024-06-10 （日语）.
7. ↑  . 日テレNEWS NNN. 2024-06-11 （日语）.
8. ↑  . NHK. 2024-06-11 （日语）.
9. 1 2  . 讀賣新聞Online (讀賣新聞). 2024-02-20  [2024-02-24]. （原始内容存档于2024-02-20） （日语）.

## 相關項目
- 日本鐵路車站列表 Shi